# Silvio Aquino
Silvio Romeo Aquino (Guazapa, 30 de junho de 1949) é um ex-futebolista profissional salvadorenho, que atuava como defensor.

## Carreira
Silvio Aquino fez parte do elenco da histórica Seleção Salvadorenha de Futebol da Copa do Mundo de 1982. 